# Фалькенштайн (Баварія)
Фалькенштайн (нім. Falkenstein) — громада в Німеччині, розташована в землі Баварія. Підпорядковується адміністративному округу Верхній Пфальц. Входить до складу району Кам. Центр об'єднання громад Фалькенштайн.
Площа — 45,46 км2. Населення становить 3447 ос. (станом на 31 грудня 2020).

## Галерея

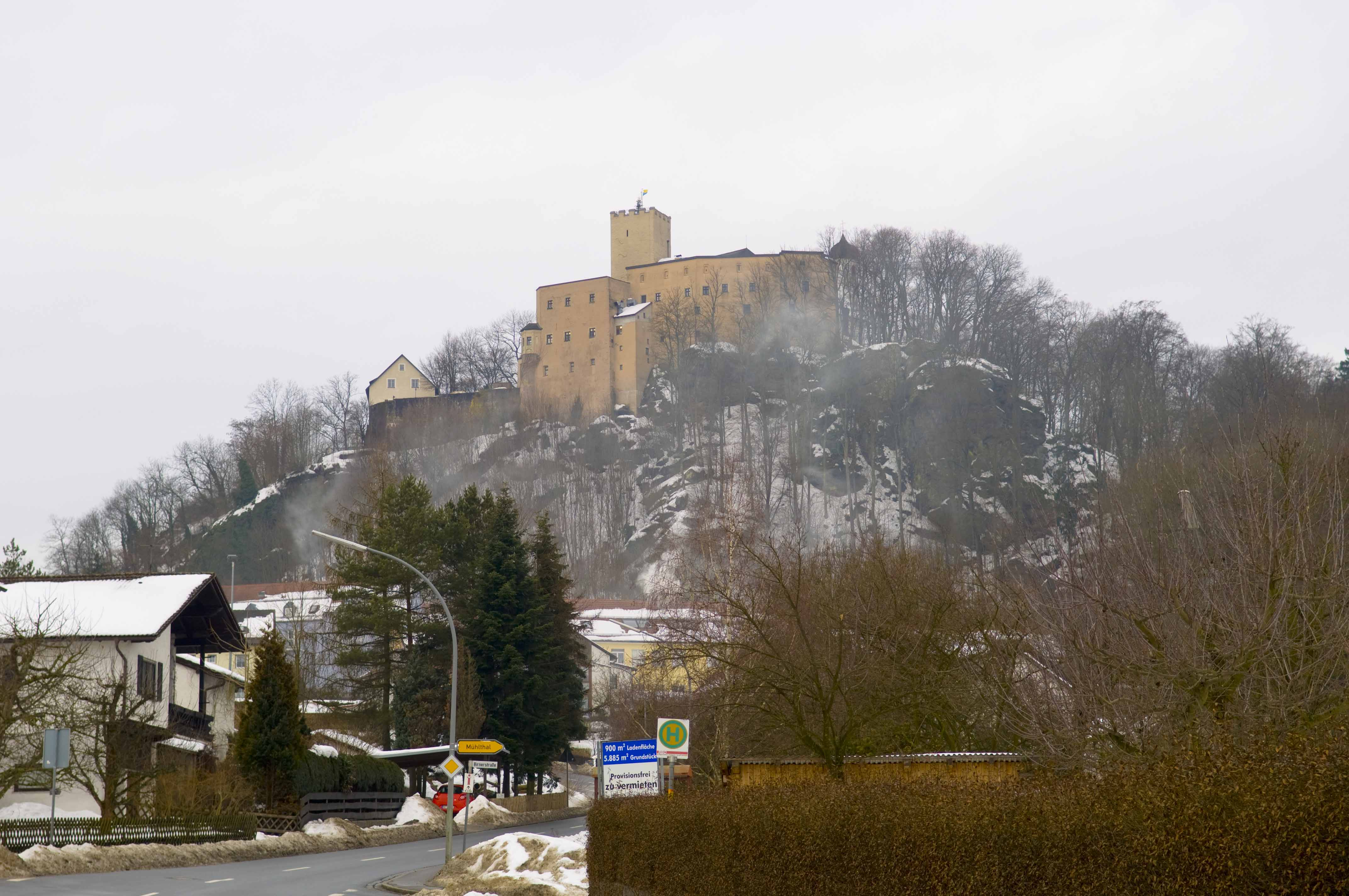
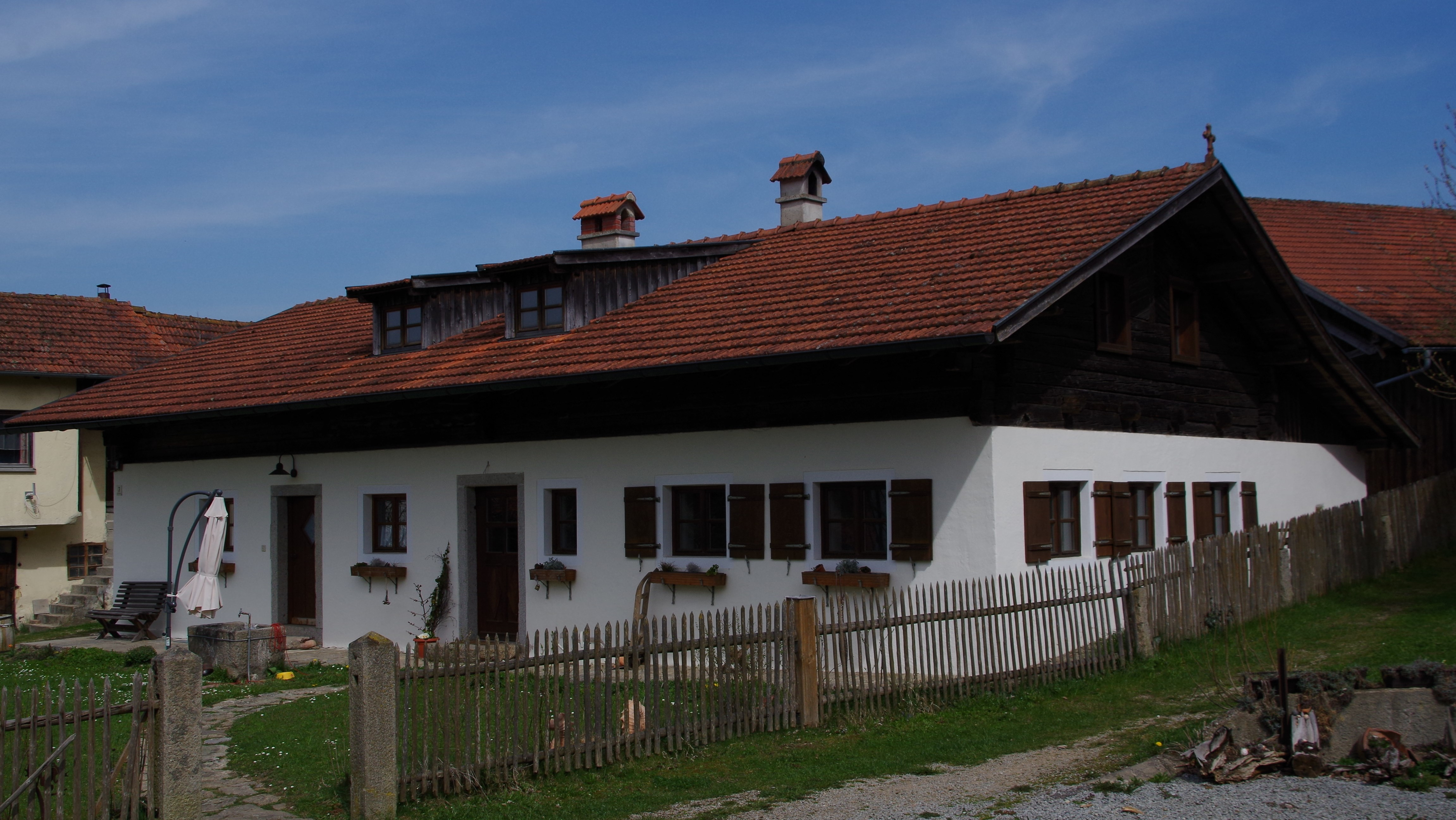
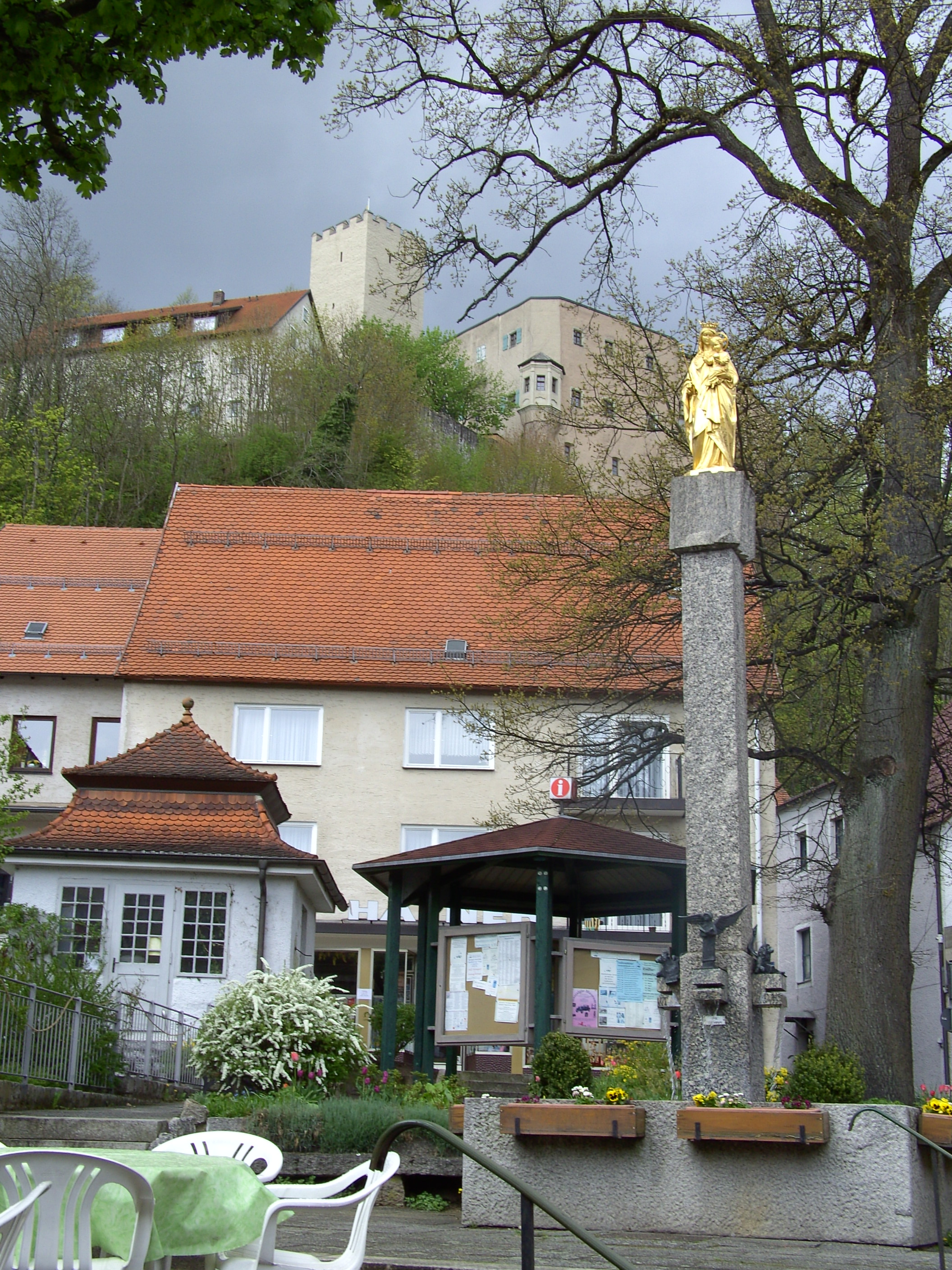
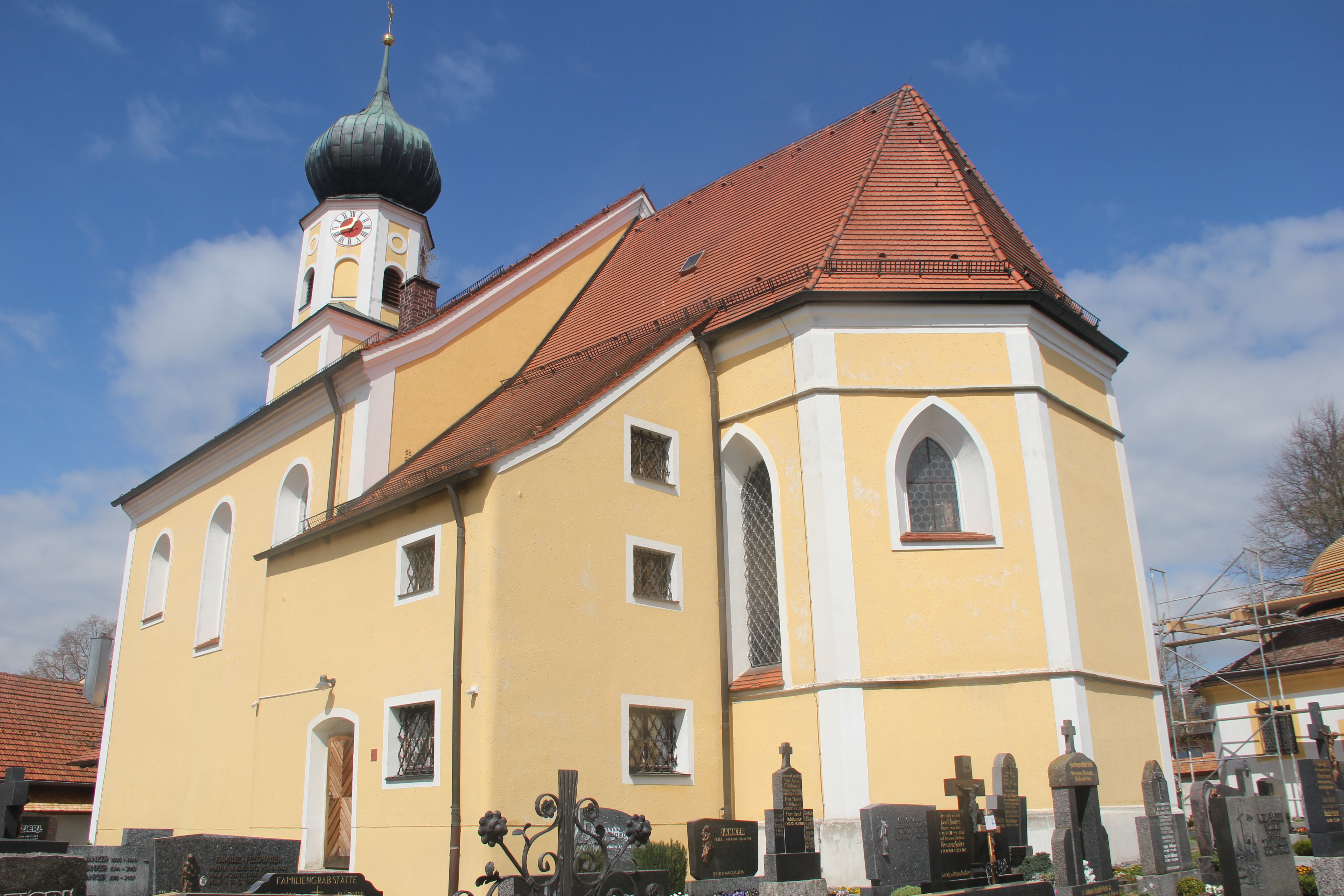
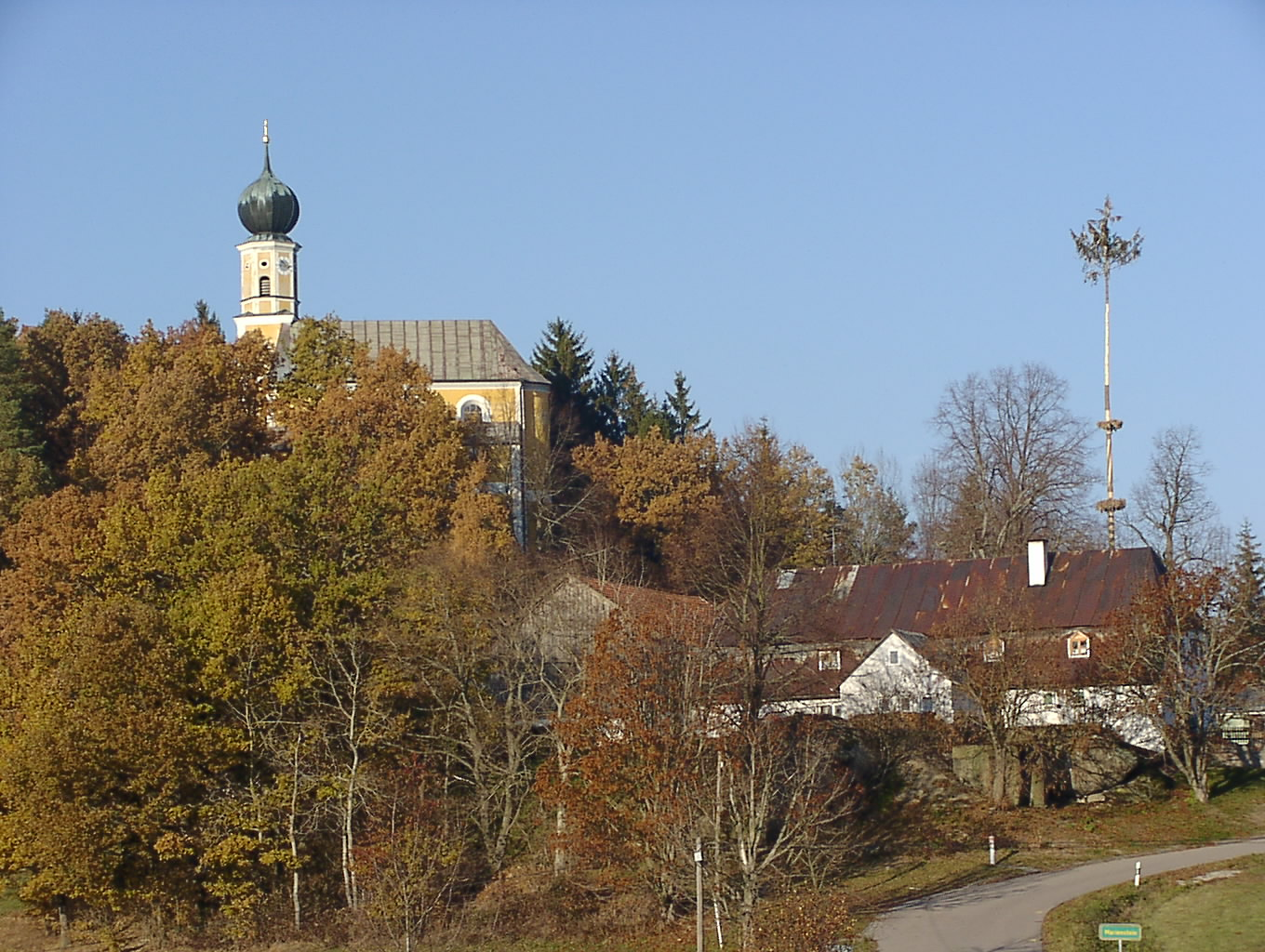
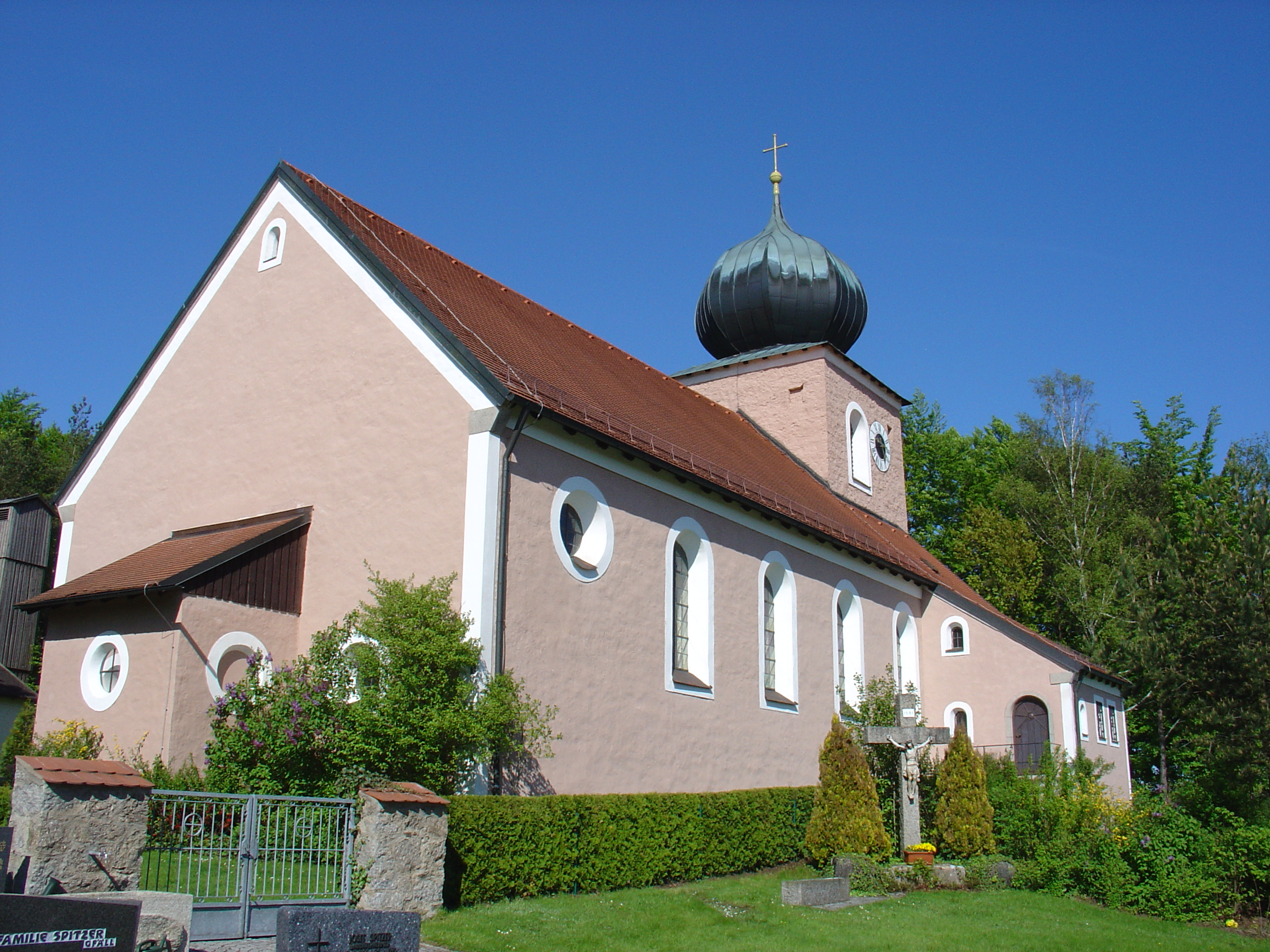